# Witness - Il testimone
Witness - Il testimone (Witness) è un film del 1985 diretto da Peter Weir.
La pellicola ha vinto due premi Oscar su otto candidature alla cerimonia del 1986. Grazie a questa interpretazione, Harrison Ford ottenne la sua unica candidatura all'Oscar per il miglior attore protagonista.

## Trama
Pennsyilvania, anni Ottanta. Un bambino di otto anni, Samuel Laap, appartenente alla locale comunità Amish dopo la perdita del padre, mentre è in viaggio con la madre da Philadelphia a Baltimora assiste per caso, nella toilette della stazione, all'omicidio di un poliziotto di nome Zenovich, che agiva sotto copertura. Dopo essere stato interrogato dal detective John Book, il bambino e la madre Rachel vengono trattenuti al distretto di polizia. Qui il giovane, guardando una foto in bacheca, riconosce che l'assassino non è un criminale comune, ma è il tenente della polizia di Philadelphia James McFee, indagato per un giro di droga. Book informa di ciò  il capo della polizia di Philadelphia e suo intimo amico, Paul Schaeffer, che gli consiglia di non parlare con nessun'altro dell'indagine.
Quando McFee tenta di uccidere John in un parcheggio, ferendolo all'addome con un colpo di pistola, Book capisce che Schaelfer è implicato nella vicenda. Comprendendo la gravità di quella situazione il detective, che aveva provvisoriamente sistemato i due Amish a casa della sorella, decide di lasciare immediatamente la città perché nessuno dei tre è al sicuro: se McFee e Schaelfer dovessero arrivare a John, troverebbero di conseguenza anche Samuel, che è l'unico testimone in grado di incastrare McFee. I tre fuggono così verso la comunità Amish della contea di Lancaster, nella fattoria dove Rachel e Samuel vivono con il nonno paterno Eli, ma quando John se ne va, perde i sensi a causa della ferita subita e si schianta con l'auto su un palo. Viene soccorso da Rachel e Eli che lo fanno visitare da un veterinario che, sotto insistenza di Rachel, gli prescrive delle cure. Quando si risveglia, John vede Rachel che lo ha vegliato durante la convalescenza. Nel frattempo, l'intera comunità Amish viene informata della presenza del poliziotto che, piano piano, si rimette in salute. Al detective così vengono fatti indossare gli abiti semplici degli Amish, in modo che possa confondersi più facilmente tra loro, evitando gli sguardi indiscreti.
La comunità Amish non è censita dalle autorità federali e John Book scompare tra loro, iniziando così a vivere e a lavorare nella fattoria con il suocero di Rachel. Il detective non si tira indietro nemmeno nell'aiutare l'intera comunità a costruire, in un solo giorno, un granaio per una giovane coppia appena sposata. Nonostante le profonde differenze sociali e culturali, John, chiamato dagli Amish "l'inglese" e temuto per la sua indole violenta, inizia ad apprezzare la grande semplicità di quella vita, il senso di onestà e di solidarietà di quella gente e la profonda dedizione che hanno per la famiglia e il lavoro. Una vita fuori dal tempo, lontana da ogni forma di consumismo ed egoismo. Nel frattempo, nonostante le resistenze iniziali, tra lui e Rachel inizia a nascere una certa complicità, notizia che però si sparge velocemente nella comunità, mettendo in difficoltà Eli, che avverte la nuora sulle conseguenze di una possibile relazione tra lei e John, che potrebbe portarla persino ad essere esplusa dalla comunità Amish. Pur consci dell'attrazione che provano l'un l'altro, John e Rachel tentano di resistere ai loro sentimenti per il bene della comunità.
Un giorno mentre Eli e John sono in città insieme ad altri Amish, John usa un telefono pubblico per contattare il suo collega Carter (l'unico nel Dipartimento di cui si fida e con cui è rimasto in contatto), ma scopre con sgomento che è morto in servizio, probabilmente su ordine di Schaeffer. John contatta quest'ultimo e giura vendetta per la morte di Carter. Successivamente, quando lui e Eli vengono aggrediti verbalmente e scherniti da alcuni cittadini, John viola le regole di non-violenza degli Amish picchiando selvaggiamente gli assalitori. Ciò attira un abitante della zona che avverte la polizia, portando Schaeffer a rintracciare finalmente John. Nel frattempo Eli, a seguito di quanto accaduto prima, chiede a John di lasciare la comunità. Rachel, appresa la notizia, corre verso John e i due si lasciano andare in un bacio appassionato. Subito dopo McFee e Schaeffer, insieme al sergente corrotto Fergie, giungono armati alla fattoria intenzionati ad uccidere Samuel e John Book, prendendo in ostaggio Eli e Rachel. John, nascotosi insieme a Samuel, dice a quest'ultimo di scappare al sicuro, ma Samuel decide di tornare indietro, suonando la campana della fattoria per richiamare tutti i membri della comunità. John tende una trappola a Fergie, facendolo entrare in un silos su cui John fa riversare un ingente quantità di mais sopra il sergente, soffocandolo. McFee, alla ricerca del collega, si reca nel granaio ma viene sorpreso da John, che lo uccide col fucile di Fergie. Schaeffer tiene in ostaggio Rachel e sembra in procinto di uccidere John, ma si trova davanti tutti gli Amish accorsi dopo il segnale di Samuel. Di fronte ad un numero esorbitante di possibili testimoni, Schaeffer si arrende e viene arrestato. John riveste gli abiti da detective e dice addio a Rachel e al piccolo Samuel. Eli saluta calorosamente John, avvertendolo di stare attento agli inglesi.

## Produzione
Il film, prodotto e distribuito dalla Paramount, è la prima pellicola girata negli Stati Uniti dal regista australiano Peter Weir. Fu filmato a partire da giugno del 1984 per sei settimane, interamente in Pennsylvania, tra Filadelfia, Intercourse e la contea di Lancaster dove è presente la più popolosa comunità contadina Amish degli Stati Uniti.

## Distribuzione
Presentato fuori concorso al 38º Festival di Cannes, il film è uscito in 876 sale negli Stati Uniti l'8 febbraio 1985, mentre in Italia il 24 maggio dello stesso anno.

## Accoglienza

### Incassi
Il film ha incassato 4539990 $ nel suo weekend di apertura, posizionandosi al secondo posto dietro Beverly Hills Cop. È rimasto alla seconda posizione per tre settimane e, infine, è salito in testa alla classifica nella sua quinta settimana di distribuzione negli Stati Uniti.
A fronte di un budget di 12 milioni di dollari, la pellicola ne ha incassati circa 68,7 milioni in Nord America e 47,4 milioni nel resto del mondo, per un totale di 116106993 $.

### Critica
Il film ha ricevuto recensioni positive da parte della critica. Sull'aggregatore di recensioni Rotten Tomatoes ha un indice di gradimento del 93% basato su 45 recension, con un voto medio di 8,4 su 10. Il consenso generale del sito lo definisce «un thriller meravigliosamente divertente in un'ambientazione insolita, con Harrison Ford che offre una performance sorprendentemente emotiva e comprensiva». Su Metacritic ottiene un punteggio di 76 su 100 basato su 14 recensioni.
Gianni Canova ha trovato nel film la perfetta rappresentazione del post-fordismo. Nella comunità Amish, Canova spiega:

## Riconoscimenti
- 1986 - Premio Oscar
  - Miglior sceneggiatura originale a Earl W. Wallace, William Kelley e Pamela Wallace
  - Miglior montaggio a Thom Noble
  - Candidatura per il miglior film a Edward S. Feldman
  - Candidatura per il miglior regista a Peter Weir
  - Candidatura per il miglior attore a Harrison Ford
  - Candidatura per la miglior fotografia a John Seale
  - Candidatura per la miglior scenografia a Stan Jolley e John H. Anderson
  - Candidatura per la miglior colonna sonora originale a Maurice Jarre
- 1986 - Golden Globe
  - Candidatura per il miglior film drammatico
  - Candidatura per la migliore regia a Peter Weir
  - Candidatura per il miglior attore in un film drammatico a Harrison Ford
  - Candidatura per la miglior attrice non protagonista a Kelly McGillis
  - Candidatura per la migliore sceneggiatura a Earl W. Wallace e William Kelley
  - Candidatura per la miglior colonna sonora a Maurice Jarre
- 1986 - Premio BAFTA
  - Miglior colonna sonora a Maurice Jarre
  - Candidatura per il miglior film a Edward S. Feldman e Peter Weir
  - Candidatura per il miglior attore protagonista a Harrison Ford
  - Candidatura per la miglior attrice protagonista a Kelly McGillis
  - Candidatura per la migliore sceneggiatura originale a Earl W. Wallace e William Kelley
  - Candidatura per la migliore fotografia a John Seale
  - Candidatura per il miglior montaggio a Thom Noble
- 1986 - Eddie Award
  - Miglior montaggio a Thom Noble
- 1986 - Kansas City Film Critics Circle Award
  - Miglior film
  - Miglior attore protagonista a Harrison Ford

## Casi mediatici
Prima e dopo la sua uscita, Witness suscitò polemiche nelle comunità Amish dove fu girato, e fu oggetto di dibattito da parte di editori, studiosi e altre parti riguardo alla sua rappresentazione degli Amish. Alcuni accusarono il film di sfruttare la comunità Amish per scopi commerciali, mentre altri ritenevano che la rappresentazione di personaggi Amish in un film vietato ai minori fosse insensibile alle credenze degli Amish.
Una dichiarazione rilasciata da uno studio legale associato agli Amish sosteneva che la loro rappresentazione nel film non fosse accurata. Il National Committee for Amish Religious Freedom chiese un boicottaggio del film subito dopo la sua uscita, citando i timori inerenti al fatto che tali comunità sarebbero state "invase dai turisti" a causa della popolarità del film, e preoccupandosi del fatto che "l'affollamento, la caccia ai souvenir, le fotografie e l'intrusione nelle fattorie Amish sarebbero aumentate". Dopo la realizzazione del film, il governatore della Pennsylvania Dick Thornburgh accettò di non promuovere le comunità Amish come future location per film. Una preoccupazione simile è espressa all'interno del film stesso, dove Rachel racconta a Book in via di guarigione che i turisti spesso considerano i suoi compagni Amish qualcosa da guardare, e alcuni sono persino così maleducati da invadere la loro proprietà privata.